# カステルム・アクアエ

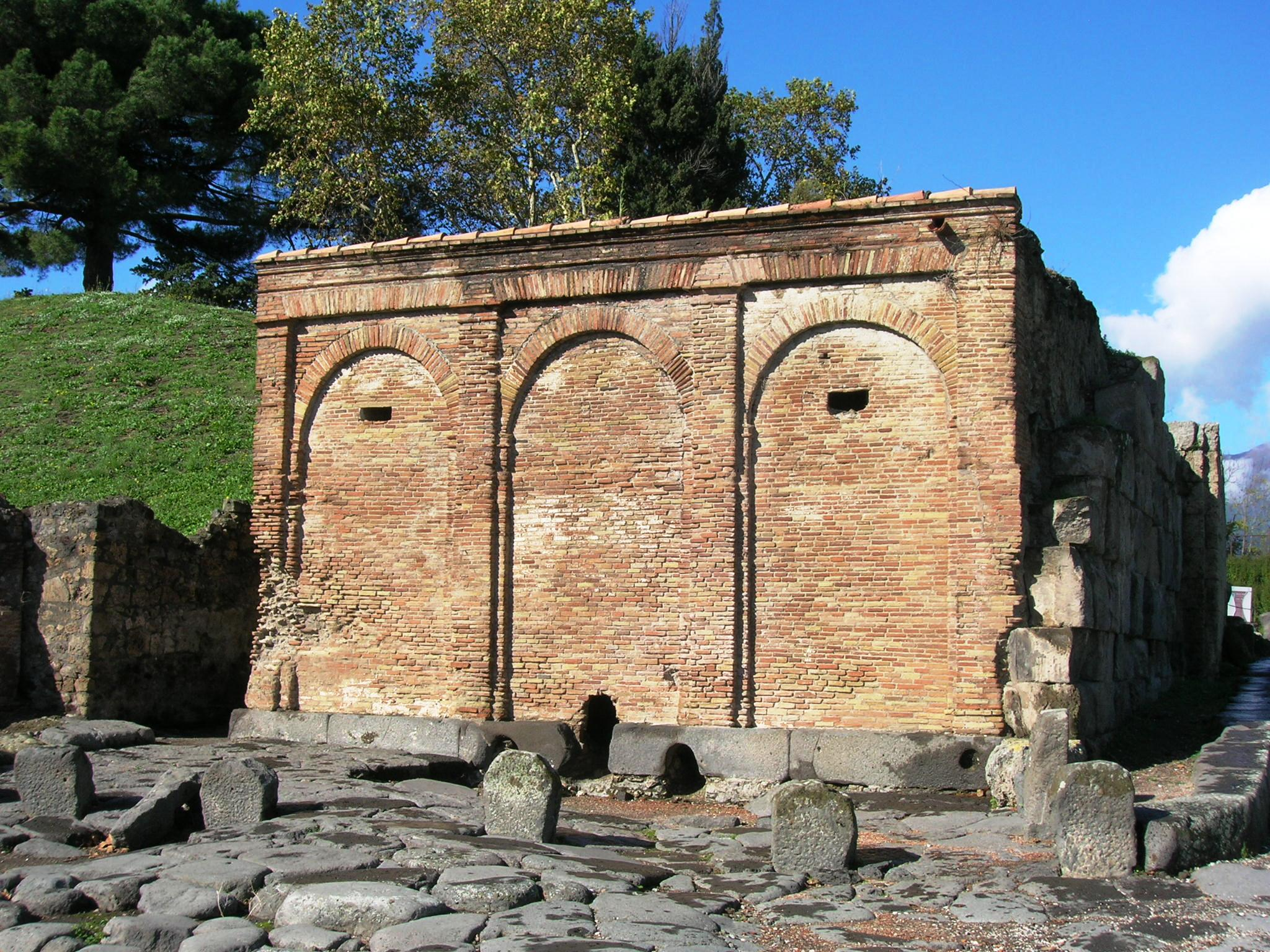
ポンペイのカステルム・アクアエ

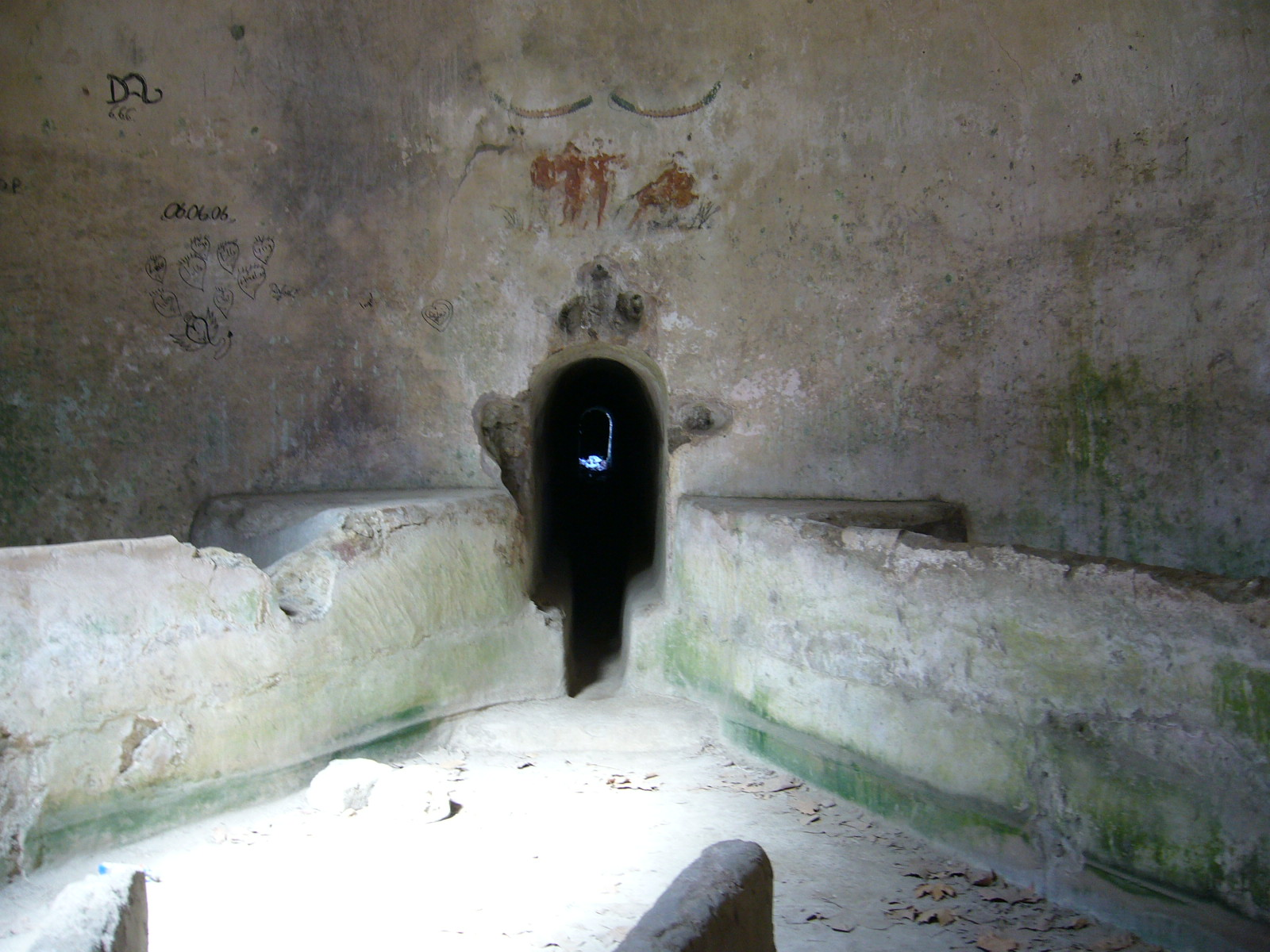
ポンペイのカステルム・アクアエ内部

カステルム・アクアエ（ラテン語: castellum aquae）は古代ローマの水道施設で、水源から都市に到達した導水管（管渠）が接続されていた分水施設である。多くの場合、この施設までが公有資産であった。
この分水施設には公衆浴場や噴水、池などの公共施設とともに、ドムスやヴィッラなどの個人住宅等に繋がる給水管（多くの場合青銅製の管）が接続されており、それらの施設に対して設計通りの水の分配を行っていた。
ローマには243箇所のカステルム・アクアエが造られていた。共和政ローマ期の建築家ウィトルウィウスが著書『建築について』で規定したように、標準的な施設は仕切られた3つの水槽で構成されており、水槽相互間は水が行き来できるようになっていた。公共の池や噴水への配管は中央の水槽に接続され、公共浴場は片側の水槽、個人住宅は反対側の水槽に接続されていた。それぞれの区画は板などで閉じることが出来るようになっている場合が多く、渇水期に公共浴場や個人住宅へ給水する池を板で閉じて断水させ、庶民の水汲み場であった公共の池や噴水に優先的に水を流すことができた。
給水に対しては水道税を徴収しており、それは接続されている給水管の直径（calix）によって決められていたため、給水量の公平性と正確性を保つ分水施設は重要な施設であった。

## カステルム・アクアエの例
- ポンペイのカステルム・アクアエ
- ローマのニンファエウム・アレクサンドリ